# Malus orientalis
Malus orientalis là loài thực vật có hoa trong họ Hoa hồng. Loài này được Uglitzk. mô tả khoa học đầu tiên.

## Hình ảnh

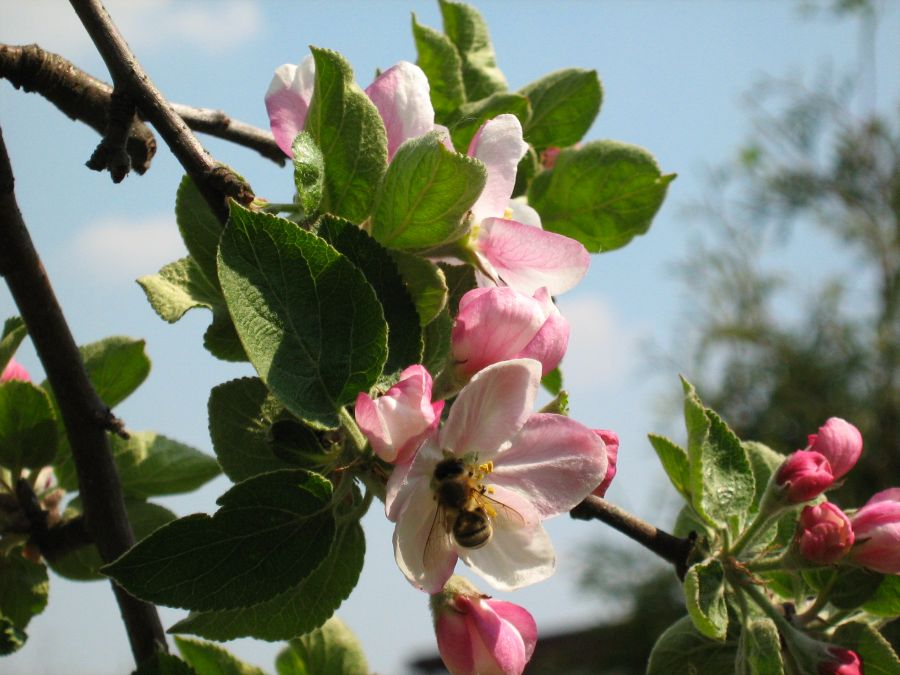
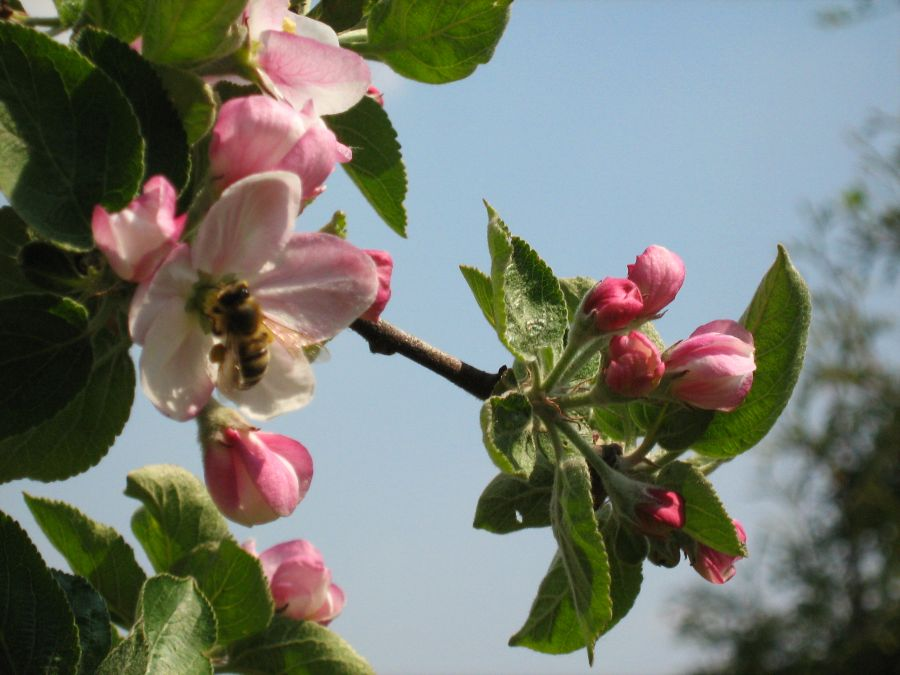
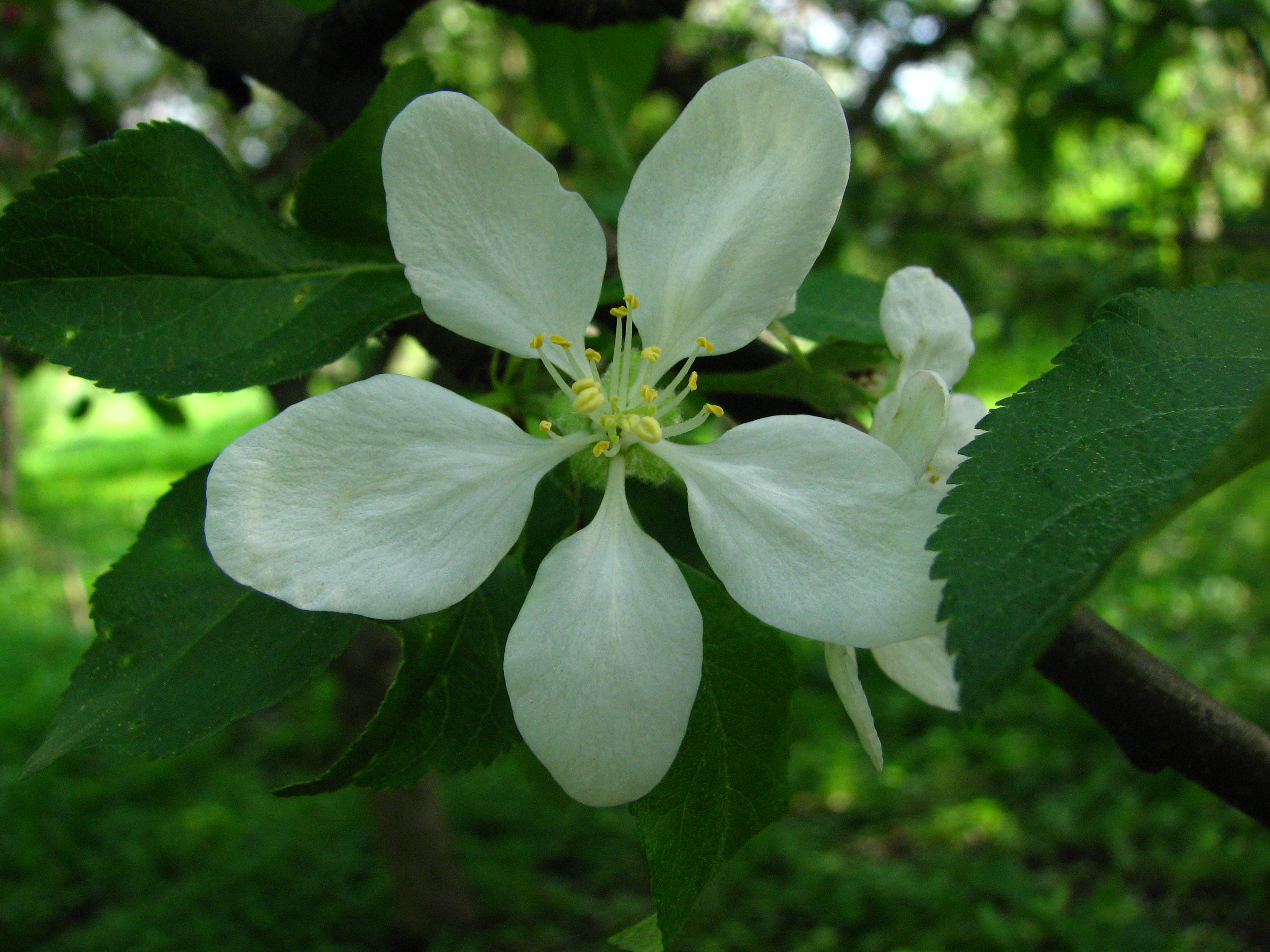
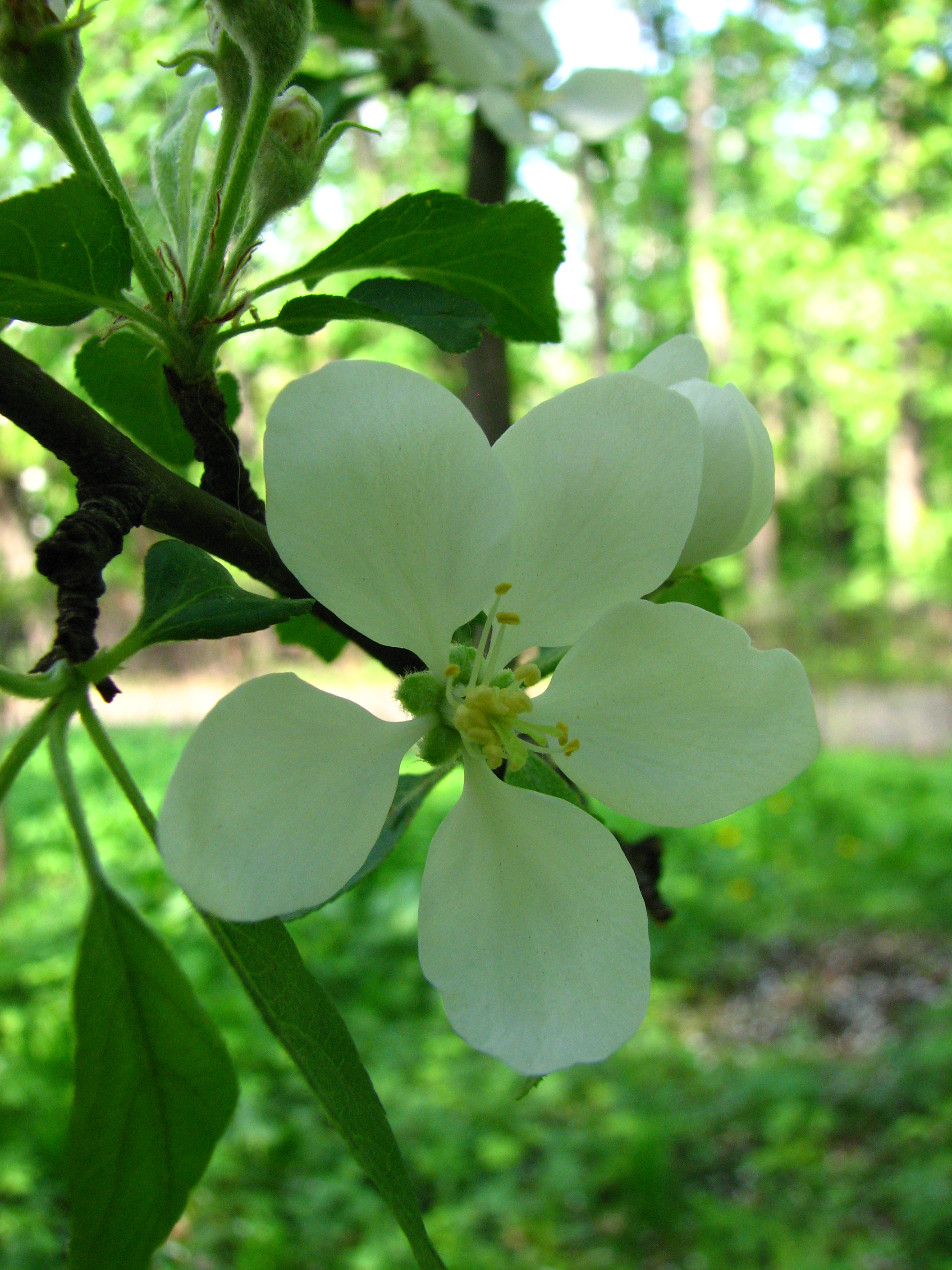